# ЕВН
ЕВН (на немски: EVN) е австрийско предприятие за разпределение на електрическа енергия със седалище в Мария Енцерсдорф.
Основано е през 1922 година като оператор на енергийната инфраструктура на провинция Долна Австрия. Днес, макар и публично предприятие с акции, търгувани на Виенската борса, 51% от акциите му остават собственост на провинцията. Освен основната си дейност – електроразпределение в Австрия, България (чрез подразделението „Електроразпределение Юг“) и Северна Македония – ЕВН произвежда електроенергия и извършва доставки на природен газ до крайни потребители. Към 2024 година има обем на продажбите от 3,3 милиарда евро и около 8 хиляди служители.